# Geopark Bryn Gwyn
Geopark Bryn Gwyn, tudi Paléontološki park Bryn Gwyn je naravno območje fosilnih nahajališč na istoimenskem območju, 7 km južno od Gaimana in zahodno od Trelewa, v Spodnji dolini reke Chubut v argentinski Patagoniji. Tam se lahko vidi delno izpostavljene fosile osebkov, ki so jih raziskovalci v teh letih našli. Park je del Paleontološkega muzeja Egidio Feruglio. Dostopen je po provincialni cesti 7.
Nahaja se na podeželskem območju Bryn Gwyn (kar je v valižanščini za beli hrib), na južnem robu doline. Poleg tega je v bližini parka istoimenska agrotehnična šola.

## Značilnosti
Ta park je edini te vrste v Južni Ameriki. Ima interpretacijski center, storitve (pitna voda, stranišča, okrepčevalnica, večnamenska soba in parkirišče) in vodene oglede s potmi, ki se dvigajo po planoti skozi fosilno zgodovino Patagonije v zadnjih 40 milijonih letih (ko je območje je bila gozdnata savana) do 10.000 let (ko je nastala reka Chubut), ki je prečkala plasti različnih geoloških formacij (formacije Sarmiento, Gaiman, Madryn in Rodados Patagónicos). Tu razstavljeni fosili pripovedujejo o geoloških in podnebnih spremembah, ki so vplivale na regijo od sredine paleogena do danes. Njegova pokrajina se izmenjuje med slabimi deželami sušne stepe in zelenice spodnje doline.
Lokacijo so od začetka 20. stoletja geološko in paleontološko prepoznali in analizirali raziskovalci, kot so Florentino Ameghino, George Gaylord Simpson in Egidio Feruglio. Velja za eno od krajev s klasičnimi fosilnimi zalogami iz kenozojske dobe Patagonije.
Park pripada patagonski stepski kopenski ekoregiji.

## Stratigrafija
- Formacija Sarmiento: nastala je pred 40 milijoni let, ko je bila regija podobna afriški savani. Tu so našli ostanke najrazličnejših kopenskih sesalcev, ki so naseljevali to območje. Najdeni so bili tudi fosili osjih gnezd (Chubutolithes gaimanensis) in druge sledi fosilov. [3]
- Formacija Gaiman: stara 23 milijonov let, vidni so fosili morskih psov, pingvinov, mesojedih delfinov in kitov.
- Madrynska formacija: stara med 10 in 12 milijoni let ima fosile nekaterih tjulnjev, ostrig in drugih morskih sesalcev.
- Rodados Patagónicos: znani tudi kot Tehuelči, stari so približno 100.000 let. So prodišča rečnega in ledeniškega izvora, sestavljena iz kremenčevih robov in vulkanskega stekla z matrico, bogato s kalcijevim karbonatom. Predstavljajo zelo neprekinjen nivo, debel približno en meter, neskladen s prejšnjimi nivoji. Notranja struktura teh usedlin je neurejena, predvsem zaradi sodobnih kriogenih procesov in sedimentacije.[4]
- Nad patagonskimi cestami se lahko pojavijo holocenski eolski sedimenti.

## Rastlinstvo
Obstajajo tri fitogeografska območja:
- Peladale ali Malpaís (slaba zemlja), z osebki robidovega grma (Senecio filaginoides) in maslenice (Grindelia chiloensis).
- Grmovna stepa, kjer najdemo vrste Ameghinoa patagonica, Chuquiraga avellanedae in mata laguna.
- Podgrmovna stepa z nizkim grmičevjem, kot so Chuquiraga aurea, Acantholippia seriphioides in Nassauvia ulicina, endemični za Patagonijo.

## Živalstvo
•	Mamíferos: hay especies de guanaco, zorro gris, peludo, hurón menor, tucu-tucu y cuis chico entre otros.
- Ptice: med drugim obstajajo primerki: Darwinov nandu, kimango ('’Phalcoboenus chimango), čopasta jerebica (Eudromia elegans), mavrski orel (Geranoaetus melanoleucus), patagonski gorski ščinkavec (Phrygilus patagonicus).
- Sesalci: med drugimi obstajajo vrste: gvanako, južnoameriška siva lisica, mali pasavec, mali dihur (Galictis cuja), tucu-tucu in južni gorski prašiček (Microcavia australis).